# Benton (Kentucky)
Benton is een plaats (city) in de Amerikaanse staat Kentucky, en valt bestuurlijk gezien onder Marshall County.

## Demografie
Bij de volkstelling in 2000 werd het aantal inwoners vastgesteld op 4197.
In 2006 is het aantal inwoners door het United States Census Bureau geschat op 4387, een stijging van 190 (4,5%).

## Geografie
Volgens het United States Census Bureau beslaat de plaats een oppervlakte van
10,2 km², geheel bestaande uit land.

## Plaatsen in de nabije omgeving
De onderstaande figuur toont nabijgelegen plaatsen in een straal van 28 km rond Benton.